# 8. Nemzetközi Matematikai Diákolimpia
A 8. Nemzetközi Matematikai Diákolimpiát (1966) Bulgáriában, Szófiában rendezték. Kilenc ország hetvenkét versenyzője vett részt rajta. Magyarország három arany-, két ezüst- és egy bronzérmet szerzett, összpontszámával pedig 2. lett az országok között.
 (Az elérhető maximális pontszám: 8×40=320 pont volt)

## Országok eredményei pont szerint
|    | Ország        | Pont | Arany | Ezüst | Bronz |
| -- | ------------- | ---- | ----- | ----- | ----- |
| 1. | Szovjetunió   | 293  | 5     | 1     | 1     |
| 2. | Magyarország  | 281  | 3     | 2     | 1     |
| 3. | NDK           | 280  | 3     | 3     | 0     |
| 4. | Lengyelország | 269  | 1     | 4     | 1     |
| 5. | Románia       | 257  | 1     | 1     | 2     |
| 6. | Bulgária      | 236  | 0     | 1     | 3     |
| 7. | Jugoszlávia   | 224  | 0     | 2     | 1     |
| 8. | Csehszlovákia | 215  | 0     | 1     | 2     |
| 9. | Mongólia      | 90   | 0     | 0     | 0     |

## A magyar csapat
A magyar csapat tagjai voltak:
| Név               | Évfolyam | Iskola                                     | Város    | Díj   |
| ----------------- | -------- | ------------------------------------------ | -------- | ----- |
| Lovász László     | IV. o.   | Fazekas Mihály Fővárosi Gyakorló Gimnázium | Budapest | Arany |
| Pelikán József    | IV. o.   | Fazekas Mihály Fővárosi Gyakorló Gimnázium | Budapest | Arany |
| Pósa Lajos        | IV. o.   | Fazekas Mihály Fővárosi Gyakorló Gimnázium | Budapest | Arany |
| Babai László      | II. o.   | Fazekas Mihály Fővárosi Gyakorló Gimnázium | Budapest | Ezüst |
| Laczkovich Miklós | IV. o.   | Fazekas Mihály Fővárosi Gyakorló Gimnázium | Budapest | Ezüst |
| Surányi László    | III. o.  | Fazekas Mihály Fővárosi Gyakorló Gimnázium | Budapest | Bronz |
| Berkes István     | IV. o.   | Fazekas Mihály Fővárosi Gyakorló Gimnázium | Budapest |       |
| Elekes György     | III. o.  | Fazekas Mihály Fővárosi Gyakorló Gimnázium | Budapest |       |

A csapat vezetője Hódi Endre volt.

## Lásd még
- Nemzetközi Matematikai Diákolimpia
- Nemzetközi Matematikai Diákolimpiák listája
- A Nemzetközi Matematikai Diákolimpiák magyar versenyzői